# Přiznej se a lituj
Přiznej se a lituj (v anglickém originále Forgive and Regret) je 18. díl 29. řady (celkem 636.) amerického animovaného seriálu Simpsonovi. Scénář napsal Bill Odenkirk a díl režíroval Rob Oliver. V USA měl premiéru dne 29. dubna 2018 na stanici Fox Broadcasting Company a v Česku byl poprvé vysílán 18. června 2018 na stanici Prima Cool.
Tímto dílem Simpsonovi překonali seriál Gunsmoke, a stali se tak nejdéle vysílaným americkým televizním seriálem v hlavním vysílacím čase podle počtu epizod. Tento milník byl v úvodní sekvenci poznamenán přestřelkou mezi Maggie a šerifem Mattem Dillonem z Gunsmoku.

## Děj
Když Homer odjíždí z hospody U Vočka, omylem rozbije pouliční lampu. Objeví se muž, jenž Homera požádá, aby prodal své auto za 500 dolarů, což Homer přijme, neboť jeho auto bude použito v demoličním derby. Před vyvrcholením derby dostane dědeček infarkt a Homer stojí před rozhodnutím, že buď bude sledovat zbytek derby a uvidí své auto vyhrát, nebo doprovodí svého otce do nemocnice; Homer nakonec souhlasí, že mu pomůže. V nemocniční posteli děda Homerovi sdělí tajemství a ten mu odpustí.
Děda se nakonec vyléčí a Homer se kvůli dědovu prohlášení cítí nepříjemně, až se jejich vztah ještě zhorší. Rodina, překvapená Homerovým „mlčením“, se je pokusí sblížit, což vede pouze k hádce mezi oběma U Vočka a k neúspěšnému sezení v zábavním centru. Nakonec Homer odhalí, co mu děda řekl. Homerově se mládí v s matkou Monou sblížili při pečení koláčů. Poté, co odešla z domova, děda ve snaze zapomenout na Monu vyhodil její krabici s recepty z útesu. Rodina se obrátí proti dědovi a rozhodne se ho za jeho činy odsoudit v domově důchodců. Nato se děda cítí vinen tím, co před lety udělal, a vydává k útesu, aby krabičku našel. Homer mu v tom hodlá zabránit, protože krabička s recepty stále odpočívá na útesu a děda by při jejich získávání mohl přijít o život. Oba dva nakonec přežijí, smíří se a Homer získá krabičku s recepty, ta je však prázdná.
Vydají se do nedaleké restaurace a Homer pozná, že koláč, který si objednal, chutná stejně jako ten, který kdysi pekl se svou matkou. Servírka mu řekne, že recepty našla jako zázrakem padající směrem od útesu, když je děda vyhodil, a vrátí je Homerovi zpět.
V závěrečné scéně Homer znovu vykupuje své staré zdevastované auto a zjišťuje, že v něm celou dobu byla Sněhulka.

## Přijetí

### Sledovanost
Díl Přiznej se a lituj získal rating 1,0 a share 4 a sledovalo ho 2,47 milionu diváků, čímž se stal nejsledovanějším pořadem večera na stanici Fox.

### Kritika
Kritik Dennis Perkins z The A.V. Clubu dal této tomuto dílu hodnocení B− a uvedl: „Ke cti seriálu rozhodně přispívá, že v samotné epizodě je jen letmá zmínka o přinejmenším číselně působivém výkonu, přičemž v úvodu je vidět, jak Maggie s pistolí v ruce znovu zastřelí maršála Matta Dillona z Gunsmoke. Epizoda Přiznej se a lituj, za jejíž scénář je zodpovědný simpsonovský scenárista Bill Odenkirk, se místo toho věnuje vyprávění jediného příběhu a znovu se vrací k oprávněně napjatému (z obou stran) vztahu otce a syna, Abea a Homera Simpsonových.“
Tony Sokol z webu Den of Geek ohodnotil díl třemi a půl hvězdičkami z pěti a napsal: „18. díl 29. řady Simpsonových, Přiznej se a lituj, je velmi zvláštní díl. Jedná se o 636. epizodu seriálu, díky čemuž se v závodě o nejdéle vysílaný pořad vysílaný v hlavním vysílacím časem v historii televize dostal o jednu příčku před westernový seriál Gunsmoke. Říkat o Simpsonových ‚velmi zvláštní díl‘ však neznamená totéž, co u jiných komedií, které tuto frázi používají, aby daly najevo, že jde o víc než jen o komedii, a aby diváky připravily na to, že je to dojme. Maggie, na dudlíku závislé nemluvně rodiny Simpsonových, tuto myšlenku odstřelí ještě předtím, než se objeví úvodní znělka.“